# Svaté Tajiny

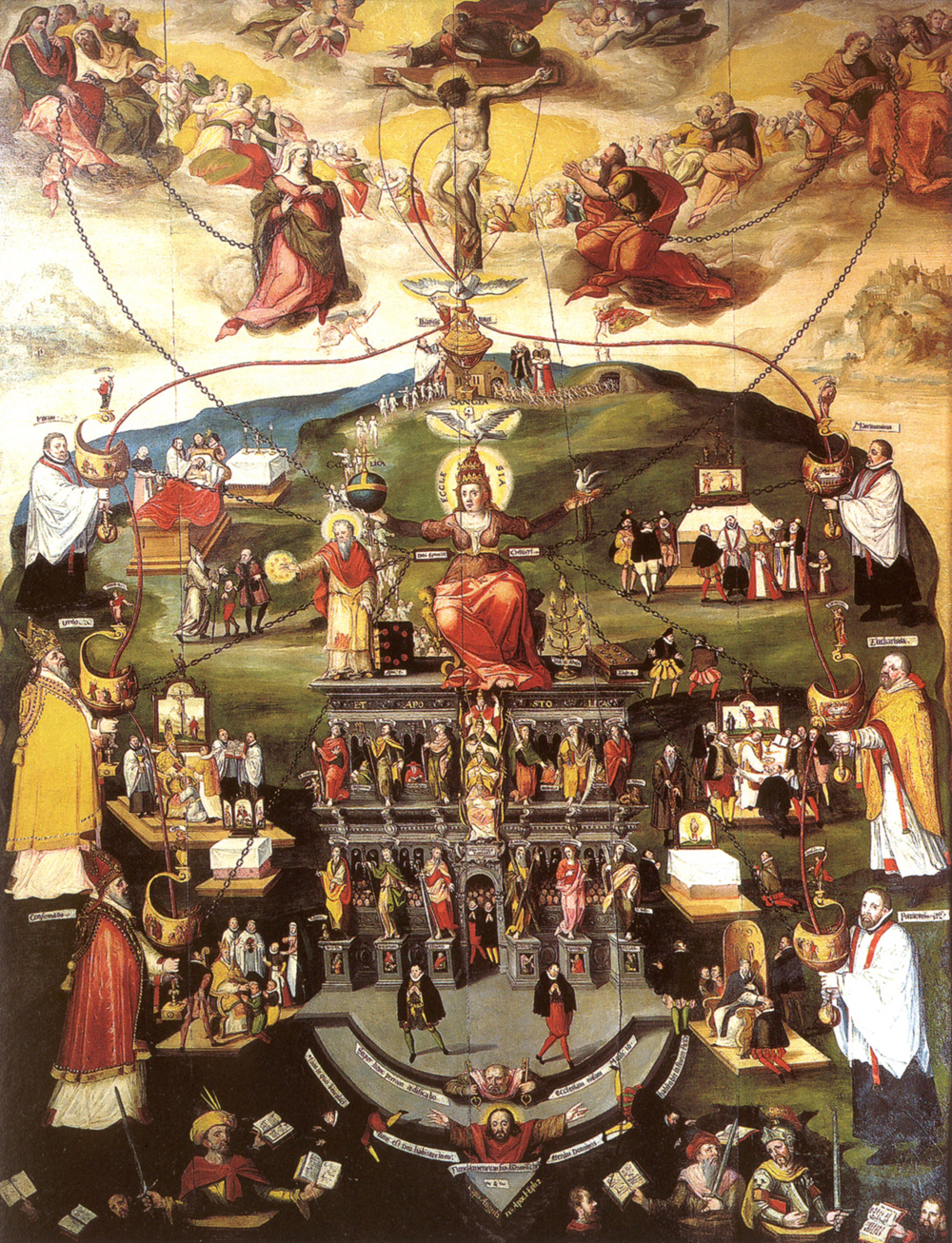
Přijímání svátostí od Krista a jejich rozdělování katolickou církví (1585)

Svaté Tajiny náleží do oblasti nadpřirozených jevů spojených s božstvím nebo náboženskou vírou a praxí. Svaté tajiny mohou být buď:
1. Náboženské přesvědčení, rituály nebo praktiky, které jsou drženy v tajnosti před nezasvěcenými.
2. Náboženská přesvědčení, která jsou veřejně známá, ale nelze je snadno vysvětlit normálními racionálními nebo vědeckými prostředky

Mystagog nebo hierofant je držitel a učitel posvátných znalostí v prvním smyslu výše, zatímco mystika (případně křesťanská mystika) může být definována jako oblast filozofického nebo náboženského myšlení zaměřeného na nadpřirozené jevy v druhém smyslu.
Specificky posvátná mystéria starých náboženství starověku byly náboženské kulty, které vyžadovaly zasvěcení (iniciaci), aby byl jednotlivec přijat jako nový člen. Někteří měli různé úrovně zasvěcení, stejně jako doktríny, které byly tajemstvími ve smyslu vyžadující nadpřirozené vysvětlení. V některých byly části doktríny zjevně známé pouze kněžím. Zahrnovaly Eleusinská mystéria, mithraismus, kult Isis a kult Sol Invictus. Mystické tradice byly populární ve starověkém Řecku a během vrcholu římské říše a během části raného křesťanství byly tajiny prožívány stejným způsobem.
Termín je také užíván v pravoslavných církvích, které jím označují katolické svátosti.

## Charakteristika
V Katolické církvi je latinský výraz mysterium fidei, „tajemství víry“, definovaný v Katechismu katolické církve (1997) jako tajemství skryté v Bohu, které nelze nikdy poznat, pokud ho Bůh nezjeví.

### V Katolické církvi
V římskokatolické církvi První vatikánský koncil znovu potvrdil existenci tajemství víry jako nauku katolické víry takto: „Pokud někdo říká, že v Božím zjevení nejsou obsažena žádná tajemství správně nazývaná (vera et proprie dicta mysteria), ale že rozumem správně rozvinutým (per rationem rite excultam) mohou být všechna dogmata víry pochopena a prokázána z přirozených principů: ať je proklet “ (Sess. III, De fide et ratione, can. i). Postavení, ne-li terminologie, ostatních křesťanských církví je v podstatě stejná.

### V Pravoslaví
Termín se používá ve východním křesťanství k označení toho, co západní církev v současnosti nazývá svátostmi a svátostinami, což jsou pojmy, které západní církev pečlivě definovala v kanonickém právu. Například Tridentský koncil prohlásil, že svátostí je přesně sedm. Naproti tomu východní církve nikdy nedefinovaly Svaté tajiny tak přesně. A ačkoli západní církev učí, že posvěcený chléb a víno eucharistie jsou jedna svátost, božská liturgie označuje eucharistii jako tajemství v množném čísle. Pravoslavní křesťané vždy přijímali svaté přijímání v obou eucharistických způsobách (jak Tělo Kristovo, tak Krev Kristovu), a dokonce si oboje uchovávali/uchovávají ve svatostánku. Svaté tajiny lze definovat jako „svaté skutky, kterými Duch svatý tajemně a neviditelně uděluje člověku milost (spásnou moc Boží).